# 강 (우부풍)
강(彊, ? ~ ?)은 전한 후기의 관료이다. '강'은 이름자로, 성씨는 알 수 없다.

## 생애
영광 2년(기원전 42년), 우부풍에 임명되었다.
건소 원년(기원전 38년)에 강의 후임으로 다른 사람이 우부풍에 임명되었는데, 누구인지는 알 수 없다.

## 출전
- 반고, 《한서》 권19하 백관공경표 下

| 전임 정홍 | 전한의 우부풍 기원전 42년 ~ 기원전 38년 | 후임 (사실상) 온순 |